# Shine (альбом Edenbridge)
«Shine» — четвертий студійний альбом австрійського симфонічного павер-метал-гурту Edenbridge. Реліз відбувся 25 жовтня 2004 через лейбл Massacre Records.

## Список композицій
| #   | Назва                                           | Тривалість |
| --- | ----------------------------------------------- | ---------- |
| 1.  | «Shine»                                         | 08:30      |
| 2.  | «Move Along Home»                               | 04:41      |
| 3.  | «Centennial Legend»                             | 05:16      |
| 4.  | «Wild Chase»                                    | 05:32      |
| 5.  | «And the Road Goes On»                          | 08:10      |
| 6.  | «What You Leave Behind»                         | 04:41      |
| 7.  | «Elsewhere»                                     | 02:18      |
| 8.  | «October Sky»                                   | 05:11      |
| 9.  | «The Canterville Prophecy»                      | 01:49      |
| 10. | «The Canterville Ghost»                         | 07:45      |
| 11. | «On Sacred Ground» (європейський бонусний трек) | 06:04      |
| 12. | «Anthem» (японський бонусний трек)              | 04:41      |

## Учасники запису
Edenbridge
- Сабіна Едельсбахер – вокал
- Арне "Ланвалль" Стокхаммер – електрогітара, ритм-гітара, бас-гітара, клавішні
- Роланд Навратил – ударні
- Андреас Айблер – гітари

Запрошені музиканти
- Денніс Ворд – задній вокал та хор
- Астрід Стокхаммер – скрипка